# US-amerikanische Badmintonmeisterschaft 1998
Die US-amerikanische Badmintonmeisterschaft 1998 fand Anfang April 1998 in Orange, Kalifornien, statt.

## Finalresultate
| Disziplin    | Sieger                 | Finalist                            | Ergebnis          |
| ------------ | ---------------------- | ----------------------------------- | ----------------- |
| Herreneinzel | Kevin Han              | Howard Bach                         | 15-10, 15-9       |
| Dameneinzel  | Yeping Tang            | Cindy Shi                           | 12-9, 12-9        |
| Herrendoppel | Andy Chong Benny Lee   | Howard Bach Mark Manha              | 15-8, 9-15, 15-10 |
| Damendoppel  | Cindy Shi Yeping Tang  | Stefanie Westermann Kathy Zimmerman | 15-5, 15-0        |
| Mixed        | Andy Chong Yeping Tang | Wu Chibing Cindy Shi                | 15-6, 15-4        |